# Copa América 2021
Copa América 2021, česky též Mistrovství Jižní Ameriky ve fotbale 2021, bylo 47. mistrovství pořádané fotbalovou asociací CONMEBOL. Konalo se od 13. června do 10. července 2021 v Brazílii. Vítězství z roku 2019 obhajovala reprezentace Brazílie. Původně se měl turnaj konat v roce 2020 v Argentině a Kolumbii. Díky pandemii covidu-19 byl turnaj o rok odložen a země se pořadatelství vzdaly.
Vítězem se stala reprezentace Argentiny, která ve finále zdolala obhájce titulu Brazílii 1:0.

## Soupisky
Podrobnější informace naleznete v článku Copa América 2021 (soupisky).

## Účastníci
Turnaje se účastnilo všech 10 členských zemí CONMEBOL.
| - Argentina - Bolívie - Brazílie (hostitel, obhájce titulu) - Chile | - Kolumbie - Ekvádor - Paraguay | - Peru - Uruguay - Venezuela |

## Stadiony
| Rio de Janeiro                  | Rio de Janeiro      | Rio de Janeiro        | Rio de Janeiro        |
| ------------------------------- | ------------------- | --------------------- | --------------------- |
| Estádio do Maracanã             | Estádio do Maracanã | Estádio Nilton Santos | Estádio Nilton Santos |
|                                 |                     |                       |                       |
| Brasília                        | Cuiabá              | Cuiabá                | Goiânia               |
| Estádio Nacional Mané Garrincha | Arena Pantanal      | Arena Pantanal        | Estádio Olímpico      |
|                                 |                     |                       |                       |

## Skupinová fáze
Všechny časy zápasů jsou uvedeny v SELČ (UTC +2).
| Vysvětlivky | Vysvětlivky                                               |
| ----------- | --------------------------------------------------------- |
|             | První čtyři týmy z každé skupiny postupují do čtvrtfinále |

### Skupina A
| Poz. | Tým       | Z | V | R | P | VG | IG | +/- | B  |
| ---- | --------- | - | - | - | - | -- | -- | --- | -- |
| 1.   | Argentina | 4 | 3 | 1 | 0 | 7  | 2  | +5  | 10 |
| 2.   | Uruguay   | 4 | 2 | 1 | 1 | 4  | 2  | +2  | 7  |
| 3.   | Paraguay  | 4 | 2 | 0 | 2 | 5  | 3  | +2  | 6  |
| 4.   | Chile     | 4 | 1 | 2 | 1 | 3  | 4  | −1  | 5  |
| 5.   | Bolívie   | 4 | 0 | 0 | 4 | 2  | 10 | −8  | 0  |

| 14. června 2021 23:00 |        |            |                                                                                  |
| Argentina             | 1 : 1  | Chile      | Estádio Olímpico Nilton Santos, Rio de Janeiro diváci: 0 rozhodčí: Wilmar Roldán |
| Messi 33'             | Report | Vargas 57' | Estádio Olímpico Nilton Santos, Rio de Janeiro diváci: 0 rozhodčí: Wilmar Roldán |

| 15. června 2021 2:00                  |        |                     |                                                                         |
| Paraguay                              | 3 : 1  | Bolívie             | Estádio Olímpico Pedro Ludovico, Goiânia diváci: 0 rozhodčí: Diego Haro |
| Romero Gamarra 62' Á. Romero 65', 80' | Report | Saavedra 10' (pen.) | Estádio Olímpico Pedro Ludovico, Goiânia diváci: 0 rozhodčí: Diego Haro |

| 18. června 2021 23:00 |        |         |                                                              |
| Chile                 | 1 : 0  | Bolívie | Arena Pantanal, Cuiabá diváci: 0 rozhodčí: Jesús Gil Manzano |
| Brereton 10'          | Report |         | Arena Pantanal, Cuiabá diváci: 0 rozhodčí: Jesús Gil Manzano |

| 19. června 2021 2:00 |        |         |                                                                              |
| Argentina            | 1 : 0  | Uruguay | Estádio Nacional Mané Garrincha, Brasília diváci: 0 rozhodčí: Wilton Sampaio |
| G. Rodríguez 13'     | Report |         | Estádio Nacional Mané Garrincha, Brasília diváci: 0 rozhodčí: Wilton Sampaio |

| 21. června 2021 23:00 |        |               |                                  |
| Uruguay               | 1 : 1  | Chile         | Arena Pantanal, Cuiabá diváci: 0 |
| Suárez 66'            | Report | 26' E. Vargas | Arena Pantanal, Cuiabá diváci: 0 |

| 22. června 2021 2:00 |        |          |                                                     |
| Argentina            | 1 : 0  | Paraguay | Estádio Nacional Mané Garrincha, Brasília diváci: 0 |
| A. Gómez 10'         | Report |          | Estádio Nacional Mané Garrincha, Brasília diváci: 0 |

| 24. června 2021 23:00 |        |                                |                                  |
| Bolívie               | 0 : 2  | Uruguay                        | Arena Pantanal, Cuiabá diváci: 0 |
|                       | Report | 40' (vl.) Quinteros 79' Cavani | Arena Pantanal, Cuiabá diváci: 0 |

| 25. června 2021 2:00 |        |                                |                                                     |
| Chile                | 0 : 2  | Paraguay                       | Estádio Nacional Mané Garrincha, Brasília diváci: 0 |
|                      | Report | 33' Samudio 58' (pen.) Almirón | Estádio Nacional Mané Garrincha, Brasília diváci: 0 |

| 29. června 2021 2:00 |        |          |                                                          |
| Uruguay              | 1 : 0  | Paraguay | Estádio Olímpico Nilton Santos, Rio de Janeiro diváci: 0 |
| Cavani 21' (pen.)    | Report |          | Estádio Olímpico Nilton Santos, Rio de Janeiro diváci: 0 |

| 29. června 2021 2:00 |        |                                                   |                                  |
| Bolívie              | 1 : 4  | Argentina                                         | Arena Pantanal, Cuiabá diváci: 0 |
| Saavedra 60'         | Report | 6' A. Gómez 33' (pen.), 42' Messi 65' L. Martínez | Arena Pantanal, Cuiabá diváci: 0 |

### Skupina B
| Poz. | Tým       | Z | V | R | P | VG | IG | +/- | B  |
| ---- | --------- | - | - | - | - | -- | -- | --- | -- |
| 1.   | Brazílie  | 4 | 3 | 1 | 0 | 10 | 2  | +8  | 10 |
| 2.   | Peru      | 4 | 2 | 1 | 1 | 5  | 7  | −2  | 7  |
| 3.   | Kolumbie  | 4 | 1 | 1 | 2 | 3  | 4  | −1  | 4  |
| 4.   | Ekvádor   | 4 | 0 | 3 | 1 | 5  | 6  | −1  | 3  |
| 5.   | Venezuela | 4 | 0 | 2 | 2 | 2  | 6  | −4  | 2  |

| 13. června 2021 23:00                        |        |           |                                                                                |
| Brazílie                                     | 3 : 0  | Venezuela | Estádio Nacional Mané Garrincha, Brasília diváci: 0 rozhodčí: Esteban Ostojich |
| Marquinhos 23' Neymar 64' (pen.) Barbosa 89' | Report |           | Estádio Nacional Mané Garrincha, Brasília diváci: 0 rozhodčí: Esteban Ostojich |

| 14. června 2021 2:00 |        |         |                                                          |
| Kolumbie             | 1 : 0  | Ekvádor | Arena Pantanal, Cuiabá diváci: 0 rozhodčí: Néstor Pitana |
| Cardona 42'          | Report |         | Arena Pantanal, Cuiabá diváci: 0 rozhodčí: Néstor Pitana |

| 17. června 2021 23:00 |        |           |                                                                          |
| Kolumbie              | 0 : 0  | Venezuela | Estádio Olímpico Pedro Ludovico, Goiânia diváci: 0 rozhodčí: Eber Aquino |
|                       | Report |           | Estádio Olímpico Pedro Ludovico, Goiânia diváci: 0 rozhodčí: Eber Aquino |

| 18. června 2021 2:00                                     |        |      |                                                                                     |
| Brazílie                                                 | 4 : 0  | Peru | Estádio Olímpico Nilton Santos, Rio de Janeiro diváci: 0 rozhodčí: Patricio Loustau |
| Alex Sandro 12' Neymar 68' Ribeiro 89' Richarlison 90+3' | Report |      | Estádio Olímpico Nilton Santos, Rio de Janeiro diváci: 0 rozhodčí: Patricio Loustau |

| 20. června 2021 23:00           |        |                        |                                                          |
| Venezuela                       | 2 : 2  | Ekvádor                | Estádio Olímpico Nilton Santos, Rio de Janeiro diváci: 0 |
| Castillo 51' R. Hernández 90+1' | Report | 39' Preciado 71' Plata | Estádio Olímpico Nilton Santos, Rio de Janeiro diváci: 0 |

| 21. června 2021 2:00    |        |                         |                                                    |
| Kolumbie                | 1 : 2  | Peru                    | Estádio Olímpico Pedro Ludovico, Goiânia diváci: 0 |
| Miguel Borja 53' (pen.) | Report | 17' Peňa 64' (vl.) Mina | Estádio Olímpico Pedro Ludovico, Goiânia diváci: 0 |

| 23. června 2021 23:00          |        |                           |                                                    |
| Ekvádor                        | 2 : 2  | Peru                      | Estádio Olímpico Pedro Ludovico, Goiânia diváci: 0 |
| Tapia 23' (vl.) Preciado 45+3' | Report | 49' Lapadula 54' Carrillo | Estádio Olímpico Pedro Ludovico, Goiânia diváci: 0 |

| 24. června 2021 2:00        |        |             |                                                          |
| Brazílie                    | 2 : 1  | Kolumbie    | Estádio Olímpico Nilton Santos, Rio de Janeiro diváci: 0 |
| Firmino 78' Casemiro 90+10' | Report | 10' L. Díaz | Estádio Olímpico Nilton Santos, Rio de Janeiro diváci: 0 |

| 27. června 2021 23:00 |        |          |                                                    |
| Brazílie              | 1 : 1  | Ekvádor  | Estádio Olímpico Pedro Ludovico, Goiânia diváci: 0 |
| Éder Militão 37'      | Report | 53' Mena | Estádio Olímpico Pedro Ludovico, Goiânia diváci: 0 |

| 27. června 2021 23:00 |        |              |                                                     |
| Venezuela             | 0 : 1  | Peru         | Estádio Nacional Mané Garrincha, Brasília diváci: 0 |
|                       | Report | 48' Carrillo | Estádio Nacional Mané Garrincha, Brasília diváci: 0 |

## Vyřazovací fáze

### Pavouk
|  | Čtvrtfinále                  | Čtvrtfinále                  |                               |       | Semifinále  | Semifinále  |  |  | Finále                 | Finále |
|  |                              |                              |                               |       |             |             |  |  |                        |        |
|  | 3. července – Goiânia        |                              |                               |       |             |             |  |  |                        |        |
|  |                              |                              |                               |       |             |             |  |  |                        |        |
|  | Argentina                    | 3                            |                               |       |             |             |  |  |                        |        |
|  | Argentina                    | 3                            | 6. července – Brasília        |       |             |             |  |  |                        |        |
|  | Ekvádor                      | 0                            |                               |       |             |             |  |  |                        |        |
|  | Ekvádor                      | 0                            | Argentina                     | 1 (3) |             |             |  |  |                        |        |
|  | 3. července – Brasília       |                              | Argentina                     | 1 (3) |             |             |  |  |                        |        |
|  |                              | Kolumbie                     | 1 (2)                         |       |             |             |  |  |                        |        |
|  | Uruguay                      | Kolumbie                     | 1 (2)                         | 0 (2) |             |             |  |  |                        |        |
|  | Uruguay                      |                              | 10. července – Rio de Janeiro | 0 (2) |             |             |  |  |                        |        |
|  | Kolumbie                     | 0 (4)                        |                               |       |             |             |  |  |                        |        |
|  | Kolumbie                     | 0 (4)                        | Argentina                     | 1     |             |             |  |  |                        |        |
|  | 2. července – Rio de Janeiro |                              | Argentina                     | 1     |             |             |  |  |                        |        |
|  |                              | Brazílie                     | 0                             |       |             |             |  |  |                        |        |
|  | Brazílie                     | Brazílie                     | 0                             | 1     |             |             |  |  |                        |        |
|  | Brazílie                     | 5. července – Rio de Janeiro |                               | 1     |             |             |  |  |                        |        |
|  | Chile                        | 0                            |                               |       |             |             |  |  |                        |        |
|  | Chile                        | 0                            | Brazílie                      | 1     | Třetí místo | Třetí místo |  |  |                        |        |
|  | 2. července – Goiânia        |                              | Brazílie                      | 1     | Třetí místo | Třetí místo |  |  |                        |        |
|  |                              | Peru                         | 0                             |       |             |             |  |  |                        |        |
|  | Peru                         | Peru                         | 0                             | 3 (4) | Kolumbie    | 3           |  |  |                        |        |
|  | Peru                         |                              |                               | 3 (4) | Kolumbie    | 3           |  |  |                        |        |
|  | Paraguay                     | 3 (3)                        |                               | Peru  | 2           |             |  |  |                        |        |
|  | Paraguay                     | 3 (3)                        |                               |       | 2           |             |  |  |                        |        |
|  |                              |                              |                               |       |             |             |  |  | 9. července – Brasília |        |
|  |                              |                              |                               |       |             |             |  |  |                        |        |

Všechny časy zápasů jsou uvedeny v SELČ (UTC +2).

### Čtvrtfinále
| 2. července 2021 23:00 |                  |          |                                                    |
| Peru                   | 3 : 3 4 : 3 pen. | Paraguay | Estádio Olímpico Pedro Ludovico, Goiânia diváci: 0 |
|                        |                  |          | Estádio Olímpico Pedro Ludovico, Goiânia diváci: 0 |

| 3. července 2021 2:00 |       |       |                                                          |
| Brazílie              | 1 : 0 | Chile | Estádio Olímpico Nilton Santos, Rio de Janeiro diváci: 0 |
|                       |       |       | Estádio Olímpico Nilton Santos, Rio de Janeiro diváci: 0 |

| 4. července 2021 0:00 |                  |          |                                                    |
| Uruguay               | 0 : 0 2 : 4 pen. | Kolumbie | Estádio Olímpico Pedro Ludovico, Goiânia diváci: 0 |
|                       |                  |          | Estádio Olímpico Pedro Ludovico, Goiânia diváci: 0 |

| 4. července 2021 3:00 |       |         |                                                     |
| Argentina             | 3 : 0 | Ekvádor | Estádio Nacional Mané Garrincha, Brasília diváci: 0 |
|                       |       |         | Estádio Nacional Mané Garrincha, Brasília diváci: 0 |

### Semifinále
| 6. července 2021 1:00 |       |      |                                                          |
| Brazílie              | 1 : 0 | Peru | Estádio Olímpico Nilton Santos, Rio de Janeiro diváci: 0 |
|                       |       |      | Estádio Olímpico Nilton Santos, Rio de Janeiro diváci: 0 |

| 7. července 2021 3:00 |                  |          |                                                     |
| Argentina             | 1 : 1 3 : 2 pen. | Kolumbie | Estádio Nacional Mané Garrincha, Brasília diváci: 0 |
|                       |                  |          | Estádio Nacional Mané Garrincha, Brasília diváci: 0 |

### O 3. místo
| 10. července 2021 2:00 |       |      |                                                     |
| Kolumbie               | 3 : 2 | Peru | Estádio Nacional Mané Garrincha, Brasília diváci: 0 |
|                        |       |      | Estádio Nacional Mané Garrincha, Brasília diváci: 0 |

### Finále
| 11. července 2021 2:00 |       |          |                                               |
| Argentina              | 1 : 0 | Brazílie | Estádio do Maracanã, Rio de Janeiro diváci: 0 |
| 22' Di María           |       |          | Estádio do Maracanã, Rio de Janeiro diváci: 0 |